# Johannes Browallius

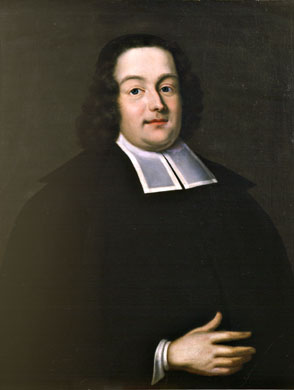
Johannes Browallius

Johannes Browallius (1707-1755), zwany także John Browall, był fińskim i szwedzkim teologiem luterańskim, fizykiem, botanikiem i jednocześnie przyjacielem szwedzkiego taksonomisty Karola Linneusza.

## Kariera
Był profesorem fizyki w latach 1737–1746, profesorem teologii 1746-49 i biskupem archidiecezji Turku, następnie diecezji kościelnej Szwecji, a także wicekanclerzem królewskiej akademii w Turku od 1749 r. do śmierci w 1755.
W 1740 roku został wybrany członkiem Królewskiej Szwedzkiej Akademii Nauk.

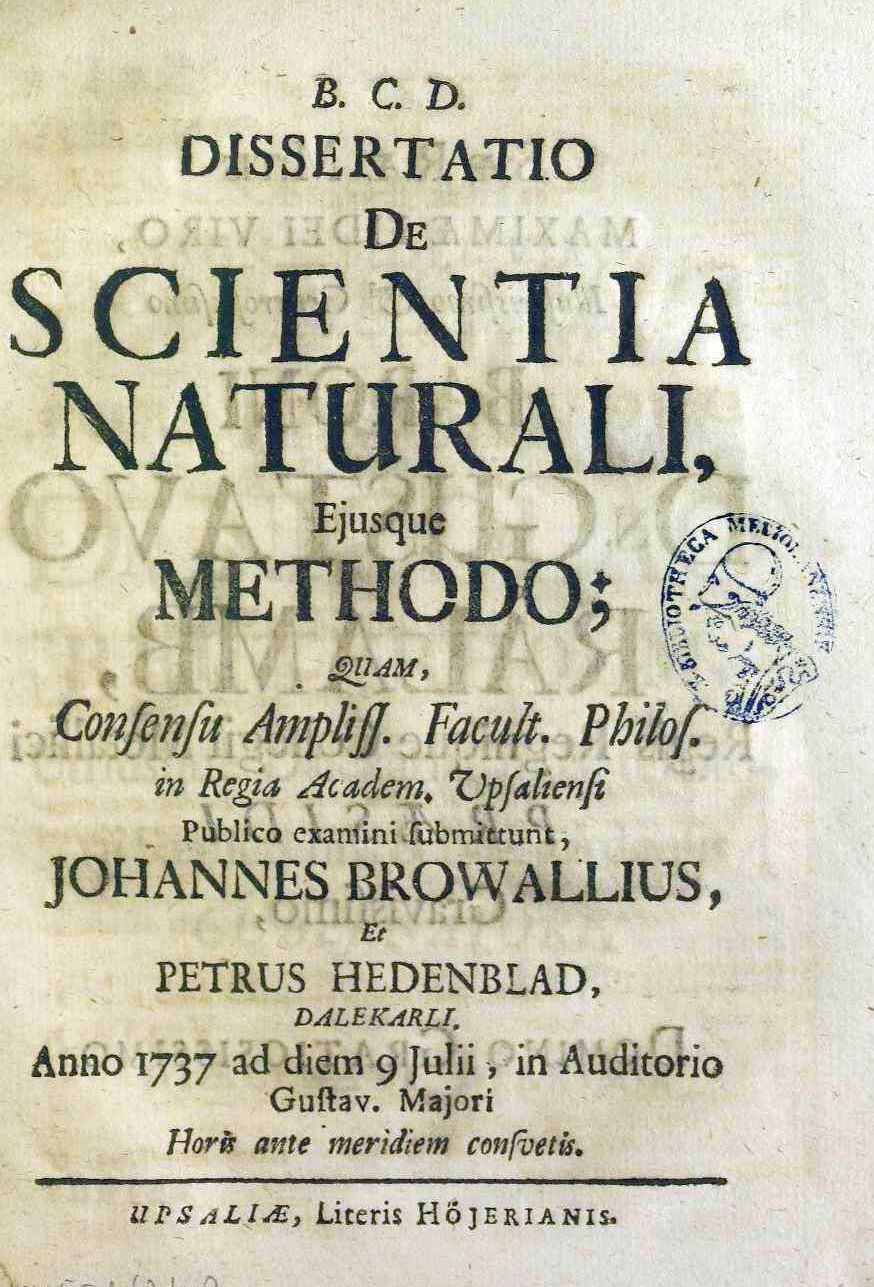
De scientia naturali, eiusque methodo, 1737